# 이규혁
이규혁(李奎爀, 1978년 3월 16일~)은 대한민국의 스피드 스케이팅 선수로 활약하였다. 1993년 국가대표로 선발된 이후 대한민국을 대표하는 단거리 스피드 스케이팅 선수로 유명하다.

## 내력
서울특별시에서 태어났다. 그의 부모가 모두 빙상 선수로 활동한, 빙상 가족 출신이다. 그의 부친 이익환은 스피드 스케이팅 국가대표 선수를 지냈으며, 1998년 동계 올림픽에 출전하였으며, 모친 이인숙은 피겨 스케이팅 선수 출신으로, 대한빙상경기연맹 등에서 활동했으며 현재 전국스케이팅연합회 회장이다. 그의 동생 이규현은 피겨 스케이팅 선수로서 1998년 동계 올림픽과 2002년 동계 올림픽에 출전했었고, 현재는 코치로 활동하고 있다.
빙상인 부모의 피를 이어받은 이규혁은 어린 시절부터 스케이트에 두각을 나타냈다. 리라초등학교 재학 때부터 빙상 신동 소리를 들었으며, 신사중학교 재학 중 주니어 국가대표로 뽑혀 1992년 세계 주니어 선수권 대회에 참가하여 종합 21위에 올랐다. 그는 만 15세의 어린 나이인 1993년 국가대표로 선발되어 노르웨이 릴레함메르에서 열린 1994년 동계 올림픽에 참가, 500m에서 36위, 1000m에서 32위에 올랐다. 고려대학교에 진학했다. 1996년/1997년 시즌부터 시니어 무대에서도 세계 상위권에 이름을 올리기 시작했으며, 1997년 12월 1000m에서 1분 10초42로 대한민국의 스피드 스케이팅 선수로는 처음으로 세계 신기록을 경신하였다. 그의 세계 신기록은 얼마 지나지 않아 캐나다의 제러미 워더스푼이 경신하기는 했으나, 그는 세계적인 단거리 스프린터로 주목받아 1998년 동계 올림픽에서도 유력한 다크호스로 떠올랐다. 일본 나가노에서 열린 1998년 동계 올림픽에서는 500m에서 8위, 1000m에서 13위에 올랐다. 그 후 1998년~2000년 사이 이규혁은 월드컵 레이스에서 B그룹으로 강등되는 등 한동안 슬럼프에 빠졌다.
2000년/2001년 시즌에 이규혁은 다소 회복되어 월드컵에서 한 차례 우승하였으며, 세계 종목별 선수권 대회에서 500m 5위, 1000m 4위에 오르는 등 세계 상위권에 다시 다가섰다. 이 시즌 후반부인 2001년 3월 16일 그는 1500m에서 1분 45초20으로 세계 신기록을 경신하여 주목을 받았다. 자신감을 회복한 이규혁은 미국 솔트레이크시티에서 열린 2002년 동계 올림픽에 참가하여 메달 획득에 큰 기대를 걸었다. 2001년/2002년 시즌 월드컵에서 비교적 좋은 성적을 보였고, 1500m에서는 세계 신기록 보유자였기 때문이다. 그러나 올림픽에서 페이스 조절 난조로 500m·1000m·1500m에서 각각 5위·8위·8위로 입상권에만 들었을 뿐 메달은 따지 못했다. 올림픽에서 메달을 따지 못한 후 이규혁은 월드컵에서 하위권에 처지는 등 심각한 노메달 후유증을 겪었다.
또한 이 무렵부터 그는 동계 올림픽 동메달 이상, 동계 아시안 게임 금메달 획득시 주어지는 병역 면제 혜택을 받지 못해 선수 생활을 중단해야 하는 기로에 서게 되었다. 그는 일본 아오모리에서 열린 2003년 동계 아시안 게임에 참가, 1000m와 1500m에서 2관왕에 오르면서 이 문제를 해결하고 다시 훈련을 거듭했다. 그러나 그는 2002년~2005년 사이에는 동계 아시안 게임에서 금메달 2개를 딴 것을 빼면 세계 무대에서는 대부분 중하위권에 머무는 등 뚜렷한 성적을 올리지 못했다.
그 후에 그가 다시 세계 상위권에 오른 것은 2005년/2006년 시즌부터이다. 이 시즌에서 월드컵 대회에서 몇 차례 세계 상위권에 올랐고, 세계 스프린트 선수권 대회에서 종합 4위를 차지하여 이탈리아 토리노에서 열리는 2006년 동계 올림픽에서도 다시 메달을 기대할 수 있게 되었다. 4번째로 출전한 동계 올림픽에서 그는 500m에서 17위로 처졌으나, 1000m에서는 3위와 0.05초차로 4위에 올랐다.
동계 올림픽 다음 시즌인 2006년/2007년 시즌, 그는 국제 무대에서 가장 화려한 성적을 올렸다. 이 시즌, 500m와 1000m에서 5차례나 우승하였으며, 1000m에서 종합 2위를 차지하였다. 또한 세계 스프린트 선수권 대회에서 우승하였고, 세계 종목별 선수권 대회 1000m에서 동메달을 획득했다. 2008년 세계 스프린트 선수권 대회에서 다시 우승했으며, 세계 종목별 선수권 대회 500m에서 은메달을 땄다. 2009년 세계 스프린트 선수권 대회에서도 우승이 유력시되었으나, 둘째날 1000m 마지막 경기 중 넘어지는 바람에 3회 연속 우승에 실패했다. 그러나 2010년 세계 스프린트 선수권 대회에서 다시 우승, 대한민국의 스피드 스케이팅 선수로는 처음으로 이 대회를 세 차례나 우승하였다. 이규혁은 2009년/2010년 시즌에도 꾸준히 세계 상위권에 머물려서 자신이 마지막 도전이 될 거라고 말한 캐나다 밴쿠버에서 열리는 2010년 동계 올림픽에서 유력한 메달 후보로 거론되었으나 500m에선 15위, 1000m에선 9위를 기록하면서 또 다시 메달과의 인연을 맺지 못하고 국가대표팀 후배 모태범이 500m 금메달, 1000m 은메달을 따는 모습을 지켜보아야 했다.
2010년 동계 올림픽 직후 은퇴를 고려했으나 현역으로 좀 더 활동하기로 한 이규혁은 2011년, ISU 세계 스프린트 선수권 대회에서 2010년에 이어 종합우승을 했다. 500m 1차 2차 시기에서 모두 1위에 올랐고, 1000m에서는 6위를 기록했으나 500m와 1000m 기록 합산으로 종합 1위에 올랐다. 이로써 이규혁은 ISU 스프린트선수권에서 역대 4번 우승했다. 현재까지 ISU 스프린트선수권에서 4회 이상 우승한 기록을 가진 남자 선수는 미국의 에릭 하이든, 벨라루스의 이고리 젤레좁스키, 캐나다의 제러미 워더스푼과 대한민국의 이규혁, 단 4명뿐이다.
2013년/2014년 시즌에도 이규혁은 다시 국가대표로 선발되어, 20년 이상 스피드 스케이팅 국가대표로 활동하는 대기록을 세웠다. 그리고 2014년 동계 올림픽 출전권도 얻었다. 이규혁이 이 대회에 참가하게 되면, 올림픽 참가 횟수가 6회에 달하여, 대한민국의 스포츠 선수 중에서 통산 올림픽 참가 횟수가 가장 많게 된다. 그러나 선수로써 사실상 마지막으로 참가한 올림픽이었으나 네덜란드의 높은 벽과 적지 않은 나이, 기량으로 인해 올림픽 메달 획득에는 끝내 실패하고 만다. 이규혁은 1994년부터 동계 올림픽 메달을 목표로 꾸준히 참가하였지만, 끝내 올림픽 메달과 인연을 맺지 못했다. 2014년 동계 올림픽 1000m 경기를 마치고 그는 현역 은퇴를 선언하였으며, 2014년 4월 7일 세종문화회관에서 은퇴식을 갖고 현역 생활을 마감했다.

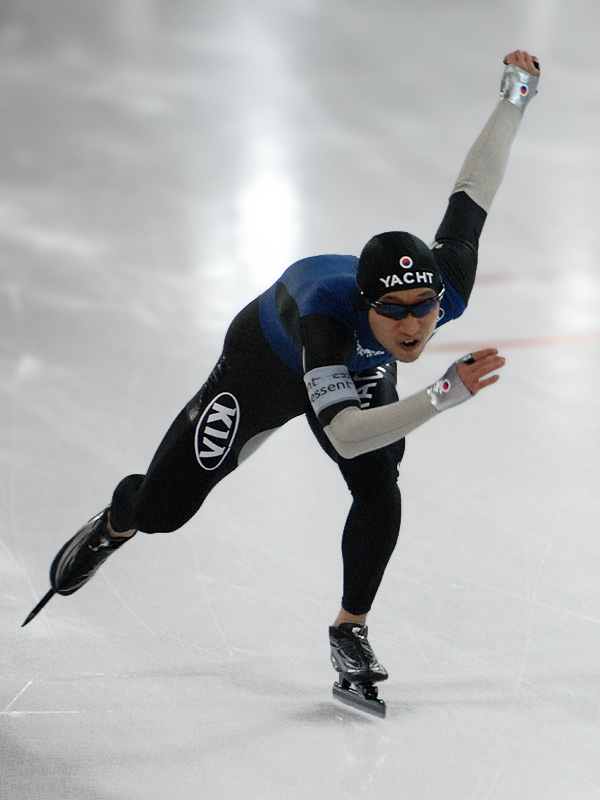
이규혁의 경기 모습

## 방송

### 예능
- 2010년 KBS2 《승승장구》
- 2011년 SBS 《강심장》
- 2011년 SBS 《김연아의 키스 & 크라이》
- 2014년 KBS2 《대국민 토크쇼 안녕하세요》
- 2014년 SBS 《힐링캠프, 기쁘지 아니한가》
- 2014년 KBS2 《우리동네 예체능》
- 2014년 JTBC 《냉장고를 부탁해》
- 2015년 KBS2 《해피투게더》
- 2015년 MBC 《세바퀴》
- 2016년 MBC 《마이 리틀 텔레비전》

### 드라마
- 2014년~2015년 SBS 《피노키오》 - 이규혁 역 (특별출연)

## 가족
- 배우자: 손담비 (2022년 5월 13일 결혼)
- 자녀: 슬하 1녀 (2025년 4월 11일 생)

## 같이 보기
- 이상화